# Karl-Friedrich Schrieber
Karl-Friedrich Schrieber (* 6. Februar 1905 in Steglitz; † 11. März 1985 in Scheeßel) war ein deutscher Politiker (SRP) und Mitglied des Niedersächsischen Landtages.

## Leben
Schrieber wurde als Sohn einer mütterlicherseits seit Jahrhunderten in Niedersachsen ansässigen Familie geboren. Er besuchte von 1911 bis 1914 die Grundschule in Lübz und von 1914 bis 1923 das Realgymnasium in Brandenburg (Havel). Von 1926 bis 1928 studierte er in Jena und Königsberg (Preußen) Rechts- und Staatswissenschaften. Seine Referendarsprüfung absolvierte er 1928. Von 1928 bis 1932 war er im Vorbereitungsdienst bei der Staatsanwaltschaft Potsdam, hatte Dienst am Amtsgericht, am Landgericht, bei einer Rechtsanwaltschaft und am Kammergericht. Ab 1929 wurde er politisch im Zusammenhang mit dem Dawes-Plan und dem Young-Plan aktiv. Er veröffentlichte seine Dissertation im Arbeitsrecht mit dem Titel Urlaub und Arbeitsvertrag im Jahr 1930. Im selben Jahr trat er zum 1. August in die NSDAP ein (Mitgliedsnummer 278.589). Des Weiteren war er Mitglied im NS-Rechtswahrerbund (1932), im NS-Altherrenbund (1938) und im Reichsluftschutzbund (1938).
Nach der großen Staatsprüfung 1932 arbeitete er ab 1933 als Rechtsanwalt in Berlin. Zudem war er von 1933 bis 1936 Rechtsreferent der Reichskulturkammer. Er verfasste diverse Schriften zu juristischen Themen, die er v. a. im Verlag Junker und Dünnhaupt veröffentlichte.
Von 1940 bis 1945 war Schrieber bei der Kriegsmarine im Kriegsdienst, zuletzt im Rang eines Oberleutnants zur See. Am 7. September 1945 wurde er aus britischer Kriegsgefangenschaft entlassen. Vom Entnazifizierungs-Spruchausschuss für Juristen des
Entnazifizierungs-Hauptausschusses des Stadtkreises Lüneburg wurde er am 7. Oktober 1948 in Kategorie V als entlastet entnazifiziert.
Karl-Friedrich Schrieber war vom 6. Mai 1951 bis 23. Oktober 1952 Mitglied des Niedersächsischen Landtages (2. Wahlperiode).
Im Zeitraum vom 15. Juli 1952 bis 23. Oktober 1952 trat er als Mitglied der Fraktion der Abgg. Dr. Schrieber und Gen. und ab 18. August 1952 als deren Vorsitzender auf. Nach dem Verbot der SRP durch ein Urteil des Bundesverfassungsgerichts vom 23. Oktober 1952 erlosch sein Mandat wie das aller anderen SRP-Fraktionsmitglieder (BVerfGE 2, 1).